# 古佐库尔
古佐库尔（法語：Gouzeaucourt，法語發音：[ɡuzokuʁ]）是法国上法兰西大区北部省的一个市镇，位于该省南部，属于康布雷区。

## 地理
古佐库尔（50°3'20"N, 3°7'27"E）面积12.11 平方千米，位于法国上法蘭西大區北部省，该省份为法国最北部的省份及最长的省份，西北濒北海，西接加来海峡省，南至埃纳省和索姆省，东与比利时接壤。
与古佐库尔接壤的市镇（或旧市镇、城区）包括：维莱普卢伊什、梅斯昂库蒂尔、维莱吉兰、厄迪库尔、戈讷略。

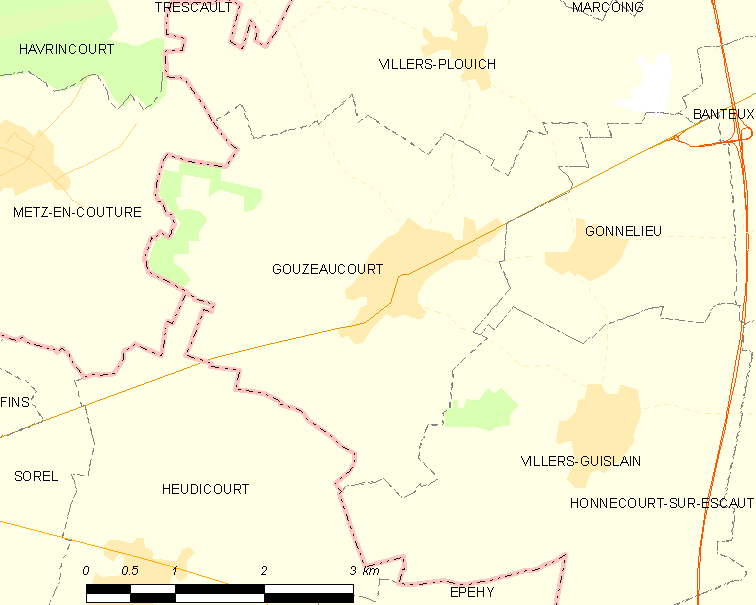
古佐库尔的OSM定位图

古佐库尔的时区为UTC+01:00、UTC+02:00（夏令时）。

## 行政
古佐库尔的邮政编码为59231，INSEE市镇编码为59269。

## 政治
古佐库尔所属的省级选区为勒卡托康布雷西县。

## 人口

1962-2008年间古佐库尔人口变化图示

古佐库尔于2022年1月1日时的人口数量为1434人。